# Rio Haryanto

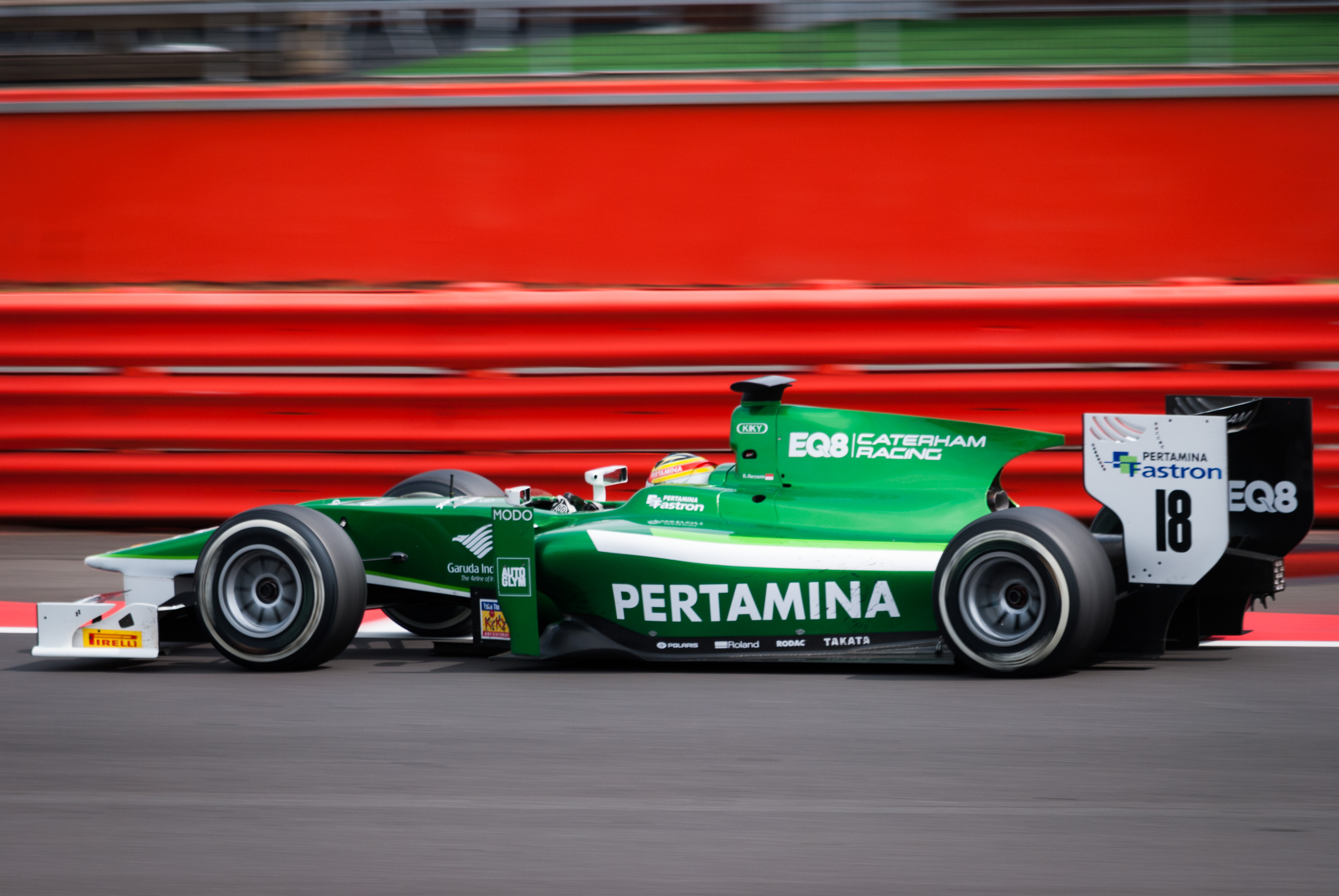
Rio Haryanto en GP2 Series 2014.

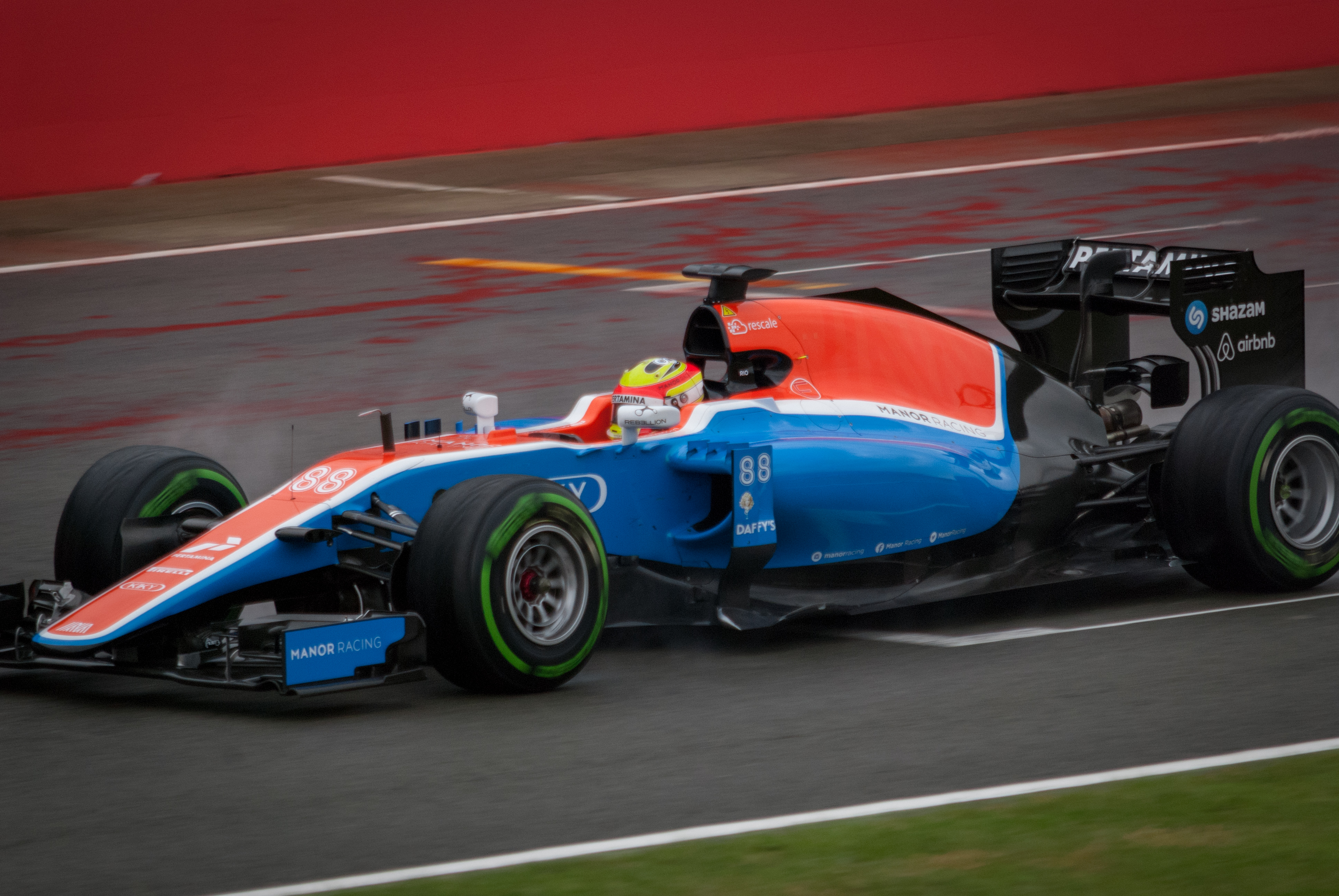
Rio Haryanto en probando el Manor MRT05 en Silverstone.

Rio Haryanto (Surakarta, Indonesia; 22 de enero de 1993) es un piloto de automovilismo indonesio. Actualmente corre en Asian Le Mans Series.
Fue campeón de Fórmula BMW Pacífico en 2009. Luego corrió dos temporadas de GP3 Series, donde ganó tres carreras. Pasó a la GP2 Series en 2012 y resultó 4.º en la temporada 2015 con Campos Racing.
En el año 2016 disputó 12 de 21 Grandes Premios en Fórmula 1 con el equipo Manor Racing, logrando un puesto 15 como mejor resultado. Por problemas de presupuesto debió dejar el equipo, siendo Esteban Ocon su reemplazante.

## Resumen de carrera
| Temporada | Categoría                                     | Equipo                   | Carreras          | Victorias         | Poles             | VR                | Podios            | Puntos            | Pos.              |
| --------- | --------------------------------------------- | ------------------------ | ----------------- | ----------------- | ----------------- | ----------------- | ----------------- | ----------------- | ----------------- |
| 2008      | Fórmula Renault Challenge Asiática            | Asia Racing Team         | 10                | 2                 | 1                 | 2                 | 3                 | 160               | 6.º               |
| 2008      | Fórmula Asia 2.0                              | Asia Racing Team         | 13                | 1                 | 1                 | 2                 | 7                 | 121               | 3.º               |
| 2008      | Fórmula BMW Pacífico                          | Pacific Racing           | 5                 | 0                 | 0                 | 0                 | 0                 | 0†                | NC†               |
| 2009      | Australian Drivers' Championship – National A | PHR Scuderia             | 2                 | 0                 | 1                 | 1                 | 0                 | 29                | 11.º              |
| 2009      | Australian Drivers' Championship – Gold Star  | Astuti Motorsport        | 2                 | 0                 | 0                 | 0                 | 0                 | 18                | 8.º               |
| 2009      | Fórmula Renault Challenge Asiática            | Asia Racing Team         | 2                 | 0                 | 0                 | 0                 | 2                 | 48                | 11.º              |
| 2009      | Fórmula BMW Europa                            | Scuderia Coloni          | 2                 | 0                 | 0                 | 0                 | 0                 | 0†                | NC†               |
| 2009      | Fórmula BMW Pacífico                          | Questnet Team Qi-Meritus | 15                | 11                | 7                 | 9                 | 12                | 250               | 1.º               |
| 2010      | GP3 Series                                    | Manor Racing             | 16                | 1                 | 0                 | 0                 | 3                 | 27                | 5.º               |
| 2010      | Fórmula 1                                     | Marussia Virgin Racing   | Piloto de pruebas | Piloto de pruebas | Piloto de pruebas | Piloto de pruebas | Piloto de pruebas | Piloto de pruebas | Piloto de pruebas |
| 2011      | GP3 Series                                    | Marussia Manor Racing    | 16                | 2                 | 0                 | 1                 | 4                 | 31                | 7.º               |
| 2011      | Auto GP                                       | DAMS                     | 14                | 1                 | 1                 | 2                 | 3                 | 82                | 7.º               |
| 2011      | GP2 Final                                     | DAMS                     | 2                 | 0                 | 0                 | 0                 | 0                 | 0                 | 17.º              |
| 2012      | GP2 Series                                    | Carlin                   | 24                | 0                 | 1                 | 1                 | 0                 | 38                | 14.º              |
| 2013      | GP2 Series                                    | Barwa Addax Team         | 22                | 0                 | 0                 | 0                 | 1                 | 22                | 19.º              |
| 2014      | GP2 Series                                    | EQ8 Caterham Racing      | 22                | 0                 | 0                 | 0                 | 1                 | 28                | 15.º              |
| 2015      | GP2 Series                                    | Campos Racing            | 22                | 3                 | 0                 | 1                 | 5                 | 138               | 4.º               |
| 2016      | Fórmula 1                                     | Manor Racing MRT         | 12                | 0                 | 0                 | 0                 | 0                 | 0                 | 24.º              |
| 2019      | Blancpain GT World Challenge Asia             | T2 Motorsports           | 12                | 0                 | 0                 | 0                 | 0                 | 11                | 31.º              |
| 2019      | Blancpain GT World Challenge Asia - Pro-Am    | T2 Motorsports           | 12                | 0                 | 0                 | 0                 | 1                 | 62                | 12.º              |
| 2019-20   | Asian Le Mans Series - GT                     | T2 Motorsports           | 4                 | 0                 | 1                 | 0                 | 0                 | 41                | 9.º               |
| Fuente:   |                                               |                          |                   |                   |                   |                   |                   |                   |                   |

- † Haryanto participó como piloto invitado, por lo cual era inelegible para recibir puntos.

## Resultados

### GP3 Series
(Clave) (negrita indica pole position) (cursiva indica vuelta rápida puntuable)

| Año  | Escudería             | 1   | 1   | 2   | 2   | 3   | 3   | 4   | 4   | 5   | 5   | 6   | 6   | 7   | 7   | 8   | 8   | Pos. | Puntos | Ref.  |
| ---- | --------------------- | --- | --- | --- | --- | --- | --- | --- | --- | --- | --- | --- | --- | --- | --- | --- | --- | ---- | ------ | ----- |
| 2010 | Manor Racing          | BAR | BAR | EST | EST | VAL | VAL | SIL | SIL | HOC | HOC | BUD | BUD | SPA | SPA | MNZ | MNZ | 5.º  | 27     | [ 4 ] |
| 2010 | Manor Racing          | 20  | 25  | 8   | 1   | 6   | 4   | 2   | Ret | Ret | Ret | 20  | 11  | 18  | 18  | 3   | 23  | 5.º  | 27     | [ 4 ] |
| 2011 | Marussia Manor Racing | EST | EST | BAR | BAR | VAL | VAL | SIL | SIL | NÜR | NÜR | BUD | BUD | SPA | SPA | MNZ | MNZ | 7.º  | 31     | [ 5 ] |
| 2011 | Marussia Manor Racing | 26  | 10  | 20  | 11  | 19  | 22† | 10  | 4   | 1   | 10  | 9   | 1   | 12  | 9   | 3   | 2   | 7.º  | 31     | [ 5 ] |

### Auto GP
(Clave) (negrita indica pole position) (cursiva indica vuelta rápida)

| Año     | Equipo | 1         | 2        | 3        | 4       | 5       | 6     | 7        | 8        | 9     | 10    | 11      | 12      | 13      | 14    | Pos. | Puntos |
| ------- | ------ | --------- | -------- | -------- | ------- | ------- | ----- | -------- | -------- | ----- | ----- | ------- | ------- | ------- | ----- | ---- | ------ |
| 2011    | DAMS   | MNZ 1 Ret | MNZ 2 11 | HUN 1 10 | HUN 2 5 | BRN 1 6 | BRN 2 | DON 1 11 | DON 2 11 | OSC 1 | OSC 2 | VAL 1 5 | VAL 2 1 | MUG 1 5 | MUG 2 | 7.º  | 82     |
| Fuente: |        |           |          |          |         |         |       |          |          |       |       |         |         |         |       |      |        |

### GP2 Series
(Clave) (negrita indica pole position) (cursiva indica vuelta rápida puntuable)

| Año  | Escudería                | 1   | 1   | 2   | 2   | 3   | 3   | 4   | 4   | 5   | 5   | 6   | 6   | 7   | 7   | 8   | 8   | 9   | 9   | 10  | 10  | 11  | 11  | 12  | 12  | Pos. | Puntos | Ref.   |
| ---- | ------------------------ | --- | --- | --- | --- | --- | --- | --- | --- | --- | --- | --- | --- | --- | --- | --- | --- | --- | --- | --- | --- | --- | --- | --- | --- | ---- | ------ | ------ |
| 2012 | Marussia Carlin GP2 Team | KUA | KUA | SAK | SAK | SAK | SAK | BAR | BAR | MON | MON | VAL | VAL | SIL | SIL | HOC | HOC | BUD | BUD | SPA | SPA | MNZ | MNZ | SIN | SIN | 14.º | 38     | [ 7 ]  |
| 2012 | Marussia Carlin GP2 Team | 12  | 10  | 9   | 15  | 6   | 6   | 16  | 15  | 14  | 11  | 5   | Ret | 10  | 12  | 17  | 11  | 12  | 7   | 10  | 7   | 19  | 12  | 9   | 11  | 14.º | 38     | [ 7 ]  |
| 2013 | Barwa Addax Team         | KUA | KUA | SAK | SAK | BAR | BAR | MON | MON | SIL | SIL | NÜR | NÜR | BUD | BUD | SPA | SPA | MNZ | MNZ | SIN | SIN | YMC | YMC |     |     | 19.º | 22     | [ 8 ]  |
| 2013 | Barwa Addax Team         | 20  | 18  | 15  | 24  | 9   | 24  | Ret | 16  | 7   | 2   | 18  | 14  | 11  | 10  | 19  | 25  | 14  | 7   | 20  | 11  | 14  | 12  |     |     | 19.º | 22     | [ 8 ]  |
| 2014 | Caterham Racing          | SAK | SAK | BAR | BAR | MON | MON | SPI | SPI | SIL | SIL | HOC | HOC | BUD | BUD | SPA | SPA | MNZ | MNZ | SOC | SOC | YMC | YMC |     |     | 15.º | 28     | [ 9 ]  |
| 2014 | Caterham Racing          | 16  | 16  | 5   | Ret | 7   | 3   | 11  | 17  | 21  | Ret | 22† | 10  | Ret | 17  | Ret | 16  | 16  | 16  | 18  | 15  | 9   | 12  |     |     | 15.º | 28     | [ 9 ]  |
| 2015 | Pertamina Campos Racing  | SAK | SAK | BAR | BAR | MON | MON | SPI | SPI | SIL | SIL | BUD | BUD | SPA | SPA | MNZ | MNZ | SOC | SOC | SAK | SAK | YMC | YMC |     |     | 4.º  | 138    | [ 10 ] |
| 2015 | Pertamina Campos Racing  | 2   | 1   | 4   | 6   | 16  | Ret | 7   | 1   | 8   | 1   | 4   | 5   | 13  | 10  | 13  | 11  | 5   | 2   | 7   | 18  | 7   | C   |     |     | 4.º  | 138    | [ 10 ] |

### Fórmula 1
(Clave) (negrita indica pole position) (cursiva indica vuelta rápida)

| Año     | Escudería                  | 1       | 2      | 3      | 4       | 5      | 6      | 7      | 8      | 9      | 10      | 11     | 12     | 13  | 14  | 15  | 16  | 17  | 18  | 19  | 20  | 21  | Pos. | Puntos |
| ------- | -------------------------- | ------- | ------ | ------ | ------- | ------ | ------ | ------ | ------ | ------ | ------- | ------ | ------ | --- | --- | --- | --- | --- | --- | --- | --- | --- | ---- | ------ |
| 2016    | Pertamina Manor Racing MRT | AUS Ret | BHR 17 | CHN 21 | RUS Ret | ESP 17 | MON 15 | CAN 19 | EUR 18 | AUT 16 | GBR Ret | HUN 21 | GER 20 |     |     |     |     |     |     |     |     |     | 24.º | 0      |
| 2016    | Manor Racing MRT           |         |        |        |         |        |        |        |        |        |         |        |        | BEL | ITA | SIN | MYS | JPN | USA | MEX | BRA | ABU | 24.º | 0      |
| Fuente: |                            |         |        |        |         |        |        |        |        |        |         |        |        |     |     |     |     |     |     |     |     |     |      |        |